# María Luisa Izaguirre
María Luisa Izaguirre (21 de junio de 1952) es una investigadora venezolana, bióloga, dedicada a la ciencia de agricultura y fertilización de plantas además de nutrición animal y humana. Actualmente se desempeña como Investigadora Emérita en el Instituto Venezolano de Investigaciones Científicas y Profesora Visitante en el departamento de química de la Universidad de Tecnología de Tshwane en Pretoria, Sudáfrica.

## Estudios realizados
- En 1976 obtiene el título de licenciada en biología por la Universidad Central de Venezuela en Caracas, Venezuela
- En 1979 realizó una maestría en ciencias en el Instituto Weizmann de Ciencias en Rehovot, Israel.
- En 1982 realizó un doctorado en la Universidad Hebrea de Jerusalén en Israel.
- En 1985 realizó dos cursos de postgrado, uno en la Universidad de Tel Aviv (Plant Virology) y otro en el Agricultural Research Organization, Volcani Center (Modern Methods of Diagnosis of Plant Diseases)

## Proyectos
- 2005: Impacto de la micro nutrición mineral en la fisiología de distintos genotipos de plantas de importancia económica.[2]
- 2007: Aplicación de biofertilizantes para la siembra masiva de leguminosas.[3]
- 2009: Desarrollo de biofertilizantes complejos para uso en un amplio espectro de leguminosas.[4]
- 2010: Biofertilizantes: una opción rentable para la siembra de leguminosas de grano.[5]

## Publicaciones
- 1982: Effect of water stress on enzyme activities in wheat and related wild species: Carboxylase activity, electron transport and photophosphorylations in isolated chloroplasts.[6]
- 1982: Effects of arbuscular mycorrhizal inoculation on growth, yield, nitrogen, and phosphorus nutrition of nodulating bean varieties in two soil substrates of contrasting fertility.[7]
- 1982: Comparative response of commercial wheat and related wild species to water stress.[8]
- 1984: Control of photosynthesis in whole plants by sink-source interrelationships.[9]
- 1985: Effect of sink‑source manipulations on the photosynthetic rate and carbohydrate content of cucumber cotyledons.[10]
- 1986: Synthesis of DNA complementary to the polyadenylated genomic RNA of Potato virus Y and its molecular cloning.[11]
- 1987: Effect of altered sink: source ratio on photosynthetic metabolism of source leaves.[12]
- 1988: Weeds and alfalfa cultivars as reservoirs of a temperature sensitive strain of alfalfa mosaic virus in Venezuela.[13]
- 1989: Comparative response of nodulated and nitrogen supplied cowpea (Vigna unguiculata (L.) Walp var. Tuy) plants to infection by cowpea mosaic virus.[14]
- 1990: Purification and parcial characterization of isometric virus like particles in Kalanchoe species.[15]
- 1991: Effect of source‑sink manipulations on the Crassulacean Acid Metabolism of Kalanchoe pinnata.[16]
- 1992: Physiological and biochemical aspects of symbiotic nitrogen fixation in cowpea (Vigna unguiculata (L.) Walp. var. Tuy) plants infected by cowpea mosaic virus.[17]
- 1992: Quantitative analysis of the symbiotic N2 fixation, non-structural carbohydrates and chlorophyll content in sixteen native legume species collected in different savanna sites.[18]
- 1993: Ureide content and growth of cowpea (Vigna unguiculata (L.) Walp. var. Tuy) plants as affected by Bradyrhizobium strains and inoculum position.[19]
- 1993: Crassulacean acid metabolism in two species of orchids infected by tobacco mosaic virus-orchid strain and/or cymbidium mosaic virus.[20]
- 1994: Symbiotic nitrogen fixation and physiological performance of bean (Phaseolus vulgaris L. var. Tacarigua) plants as affected by Rhizobium inoculum position and bean rugose mosaic virus infection.[21]
- 1994: A comparative evaluation of the symbiotic N2-fixation and physiological performance of thirty six native legume species collected in a tropical savanna during the rainy and dry seasons.[22]
- 1994: Isolation and Characterization of Viruses Present in Four Clones of Garlic (Allium sativum) in Venezuela.[23]
- 1994: Seasonal dynamic, host range and symbiotic efficiency of native rhizobial populations in three soil horizons of four contrasting savanna sites.[24]
- 1995: Effect of seasonal drought and cactus X virus infections on the Crassulacean Acid Metabolism of Agave sisalana growing in a neotropical savanna.[25]
- 1995: Properties of a previously undescribed supercoiled filamentous virus infecting papaya in Venezuela.[26]
- 1995: New insights into the symbiotic performance of native tropical legumes:  I. Analysis of the response of thirty-seven native legume species to artificial shade in a neotropical savanna.[27]
- 1995: Symbiotic nitrogen fixation in Dioclea guianensis Benth., a shade-tolerant and aluminum-accumulator legume species native of tropical cloud forests.[28]
- 1995: Isolation and characterization of a new strain of cassava common mosaic virus in Venezuela.[29]
- 1996: Interactions between light intensity and cactus X virus infection on the Crassulacean Acid Metabolism in Nopalea cochenillifera and Acanthocereus tetragonus plants.[30]
- 1996: Symbiotic N2-fixation in tropical legume species growing at high geographic elevation.[31]
- 1998: Comparison of the physiological performance of Phaseolus vulgaris L. and Vigna unguiculata L. Walp. during the early stages of nodulation.[32]
- 1999: Responses of Rhizobium inoculated and nitrogen supplied Phaseolus vulgaris and Vigna unguiculata plants to root volume restrictions.[33]
- 1999: Responses of Rhizobium-inoculated and nitrogen-supplied Phaseolus vulgaris and Vigna unguiculata plants to root volume restriction.[34]
- 2000: Occurrence and partial characterization of a new virus in brusca from the venezuelan lowlands.[35]
- 2000: Occurrence and relative incidence of viruses infecting papaya in Venezuela.[36]
- 2000: Effects of arbuscular mycorrhizal inoculation on growth, yield, nitrogen and phosphorus nutrition of nodulating bean varieties in two soil substrates of contrasting fertility.[37]
- 2002: Aluminum tolerance in nodulated N2-fixing legume species native to two contrasting savanna sites.[38]
- 2002: Physiological performance of asintomátic and yellow leaf syndrome-affected sugarcane in Venezuela.[39]
- 2002: Detection of poinsettia mosaic virus infecting poinsettias (Euphorbia pulcherrima) in Venezuela.[40]
- 2002: Determination of acid phosphatase and dehydrogenase activities in the rhizosphere of legumes native to different savanna sites in Venezuela.[41]
- 2002: Responses of Rhizobium-inoculated and nitrogen-supplied cowpea plants to increasing phosphorus concentration in solution culture.[42]
- 2004: N2-fixation in tropical American savannas evaluated by the natural abundance of 15N in plant tissues and soil organic matter.[43]
- 2005: Variation of Mn and Fe accumulation among soybean genotypes growing on hydroponic solutions at differing Mn and nitrate concentrations.[44]
- 2005: Soybean genotypic differences in growth, nutrient accumulation and ultrastructure in response to manganese and iron supply in solution culture.[45]
- 2005: Distribución geográfica, nodulación y comportamiento agronómico de tres especies  de sebanias nativas de zonas inundables en Venezuela.[46]
- 2005: Molecular systematics of rhizobia based on maximum likelihood and bayesian phylogenies inferred from rrs, atpD, recA and nifH sequences, and their use in the classification of Sesbania microsymbionts from Venezuelans wetlands.[47]
- 2006: Symbiotic and physiological performances of Bradyrhizobium-nodulated cowpea plants subjected to varying concentrations of manganese and iron.[48]
- 2007: Biofertilizantes en Iberoamérica: Visión técnica, científica y empresarial.[49]
- 2009: Irradiance regulates genotype-specific responses of Rhizobium-nodulated soybean to increasing iron and two manganese concentrations in solution culture.[50]
- 2010: Propyl gallate, a free radical scavenger, counteracts the benefits of exogenously applied salicylic acid and aggravates the deleterious effects of the southern bean mosaic virus in Rhizobium-nodulated Phaseolus vulgaris plants.[51]
- 2010: Manganese modulates the responses of nitrogen-supplied and Rhizobium-nodulated Phaseolus vulgaris L. to inoculation with arbuscular mycorrhizal fungi.[52]
- 2011: Rhizophagus manihotis promotes the growth of rhizobia-nodulated Vigna luteola L in phosphorus deficient acid montane soils devoid of ground cover vegetation.[53]
- 2015: Effects of Ca and P nutrient levels on the growth of N-fertilized and Rhizobium-nodulated Phaseolus vulgaris L. subjected to two contrasting tropical solar radiation regimes and sprayed with Propyl Gallate.[54]
- 2015: Virus infections hindering soybean production: challenges and recommendations. Proc. of the National Worshop on “Soybean value chain: Comprehensive marketing systems approach to link producers to market and credit.[55]
- 2016: Early signaling, synthesis, transport and metabolism of ureides: a review.[56]